# Neopaganisme a Irlanda
El neopaganisme a Irlanda és l'expressió de diverses religions sorgides els darrers anys a Irlanda que imiten les antigues creences existents a l'illa. Actualment, corrents com la Wicca, el druïdisme o el politeisme celta tenen molts membres actius a la República d'Irlanda, tot i que el nombre declarat d'adherits és bastant petit.
Abans del 1990, els grups neopagans irlandesos eren considerats com excentricitats; no obstant, des d'aleshores la seva acceptació ha augmentat considerablement, principalment per dues raons: el declivi de la influència de l'església catòlica, provocant que algunes persones explorin altres sistemes de creences; i el descobriment d'alineacions astronòmiques en cercles de pedres, muntanyes i enterraments, indicant que els antics irlandesos estaven més avançats tecnològicament del què es pensava anteriorment.
El desenvolupament extensiu de carreteres i autopistes al país, iniciats a mitjans de la dècada de 1990, hn provocat la destrucció de diversos jaciments celtes, i els grups neopagans s'han involucrat sovint en protestes contra aquestes obres. Les protestes més nombroses es van realitzar contra l'autopista M3, que tallava per Tara-Skryne o vall de Gabhra, al comtat de Meath, i prop del Pujol de Tara, seu tradicional dels Alts Reis d'Irlanda. Els grups relacionats amb el druïdisme han estat els que més s'han involucrat en les protestes contra el desenvolupament de la carretera.